# Angus, Thongs and Perfect Snogging
Angus, Thongs and Perfect Snogging (2008) (Hispanoamérica: Angus, tangas y besos pegajosos; España: Mi gato Angus, el primer morreo y el plasta de mi padre) es una película coescrita y dirigida por Gurinder Chadha. La película está basada en dos populares novelas adolescentes de Louise Rennison: Angus, Thongs and Full-Frontal Snogging y It's OK, I'm Wearing Really Big Knickers, conocida en los Estados Unidos como On the Bright Side, I'm Now the Girlfriend of a Sex God.
Es una historia de la llegada a la edad madura, siguiendo a una adolescente de 14 años llamada Georgia Nicolson, interpretada por Georgia Groome mientras intenta conseguirse un novio y hacer la fiesta más grandiosa en su cumpleaños número 15, al paso que lucha por mantener a sus padres (Alan Davies y Karen Taylor) felices.
Angus, Thongs and Perfect Snogging está ambientada en Eastbourne, en Brighton y en Twickenham, con trabajo interno rodado en Ealing Studios, Londres. La película se estrenó el 25 de julio de 2008 en el Reino Unido.

## Sinopsis
Georgia, que está a punto de cumplir 15 años y en camino a ser adulta, se fija en el nuevo chico de la escuela, Robbie, “el guapísimo dios del sexo” e integrante de los Stiff Dylans. Por desgracia, parece que Robbie ya está saliendo con la malvada archienemiga de Georgia: la rubia y perfecta Lindsay. Con ayuda de sus padres, bien intencionados pero incompetentes, su gato Angus, vestido con estilo extravagante, y su grupo de amigas, la Pandilla de Aces, Georgia pone en marcha sus locas artimañas para quedarse con el atractivo novio y pasar el mejor cumpleaños de su vida.

## Reparto
- Georgia Groome como Georgia Nicolson: Es la protagonista de la película. Una chica a finales de sus 14 que está enamorada del nuevo chico de la ciudad; Robbie, y trata de convertirlo en su novio en el transcurso del filme.

- Aaron Taylor-Johnson como Robbie: Es el interés amoroso de Georgia, esta en una banda llamada Los Stiff Dylans. Es el novio de Lindsay.

- Karen Taylor como Connie Nicolson: La mama de Georgia esta un poco pasada de moda. Asusta a Georgia cuando esta se acerca mucho al contratista Jem. También esta decidida a mantener una relación cercana con su hija en sus años de adolescencia.

- Alan Davies como Bob Nicolson: Padre de Georgia y también es un poco pasado de moda. No le permite a Georgia tener su fiesta de cumpleaños soñada en un club, pero es muy agradable. Obtiene la oportunidad de trabajar en Nueva Zelanda.

- Eleanor Tomlinson como Jas: La mejor amiga de Georgia es muy comprensiva y quiere un novio al igual que su amiga. Sin embargo, le preocupa que no pueda conseguirlo por su falta de pechos. Empieza a salir con Tom, el gemelo fraternal de Robbie.

- Manjeeven Grewal como Ellen: También es amiga de Georgia y pertenece a la Pandilla de Aces junto con Georgia, Jas y Rosie. Es la más vulnerable del grupo.

- Georgia Henshaw como Rosie: Es amiga de Georgia y también pertenece a la Pandilla de Aces. Es vista como la más experimentada del grupo porque ya ha tenido un novio.

- Kimberley Nixon como Lindsay: Rival de Georgia y principal antagonista del filme. Es delgada y muy atractiva, pero para Georgia no es más que una abusadora. Es vista como la zorra del siglo.

- Sean Bourke como Tom: Hermano de Robbie pero también su mejor amigo y el fabuloso novio de Jas.

- Tommy Bastow como Dave El Chistoso: Georgia lo utiliza para darle celos a Robbie, lo que hace que Dave se sienta muy herido. Dave es uno de los mejores amigos de Robbie.

- Liam Hess como Peter Dyer: (Chico Saliva)  Le gusta mucho Georgia aunque el sentimiento no es mutuo. Les da lecciones a las chicas de como besar.

- Matt Brinkler como Sven: El novio loco de Rosie, un estudiante de intercambio de Suecia.

- Eva Drew como Libby: La Hermana de tres años de Georgia, es realmente excéntrica.

- Steve Jones como Jem: Está construyendo un cuarto en la casa de Georgia y esta piensa que su madre tiene sentimientos hacia él.

- Stiff Dylans como ellos mismos. (Con la ayuda de Robbie).

## Producción
Chadha se introdujo originalmente en el proyecto como guionista:
o británico o ser como Clueless o Mean Girls en Inglaterra y me gustó la idea de hacer una versión británica de esas películas. Luego se optó por que sería como Sixteen Candles.
La mayoría de las escenas se rodaron en Brighton y Eastbourne. Otras, como la escena del concierto, así como algunos interiores y exteriores para la casa de Georgia, se filmaron dentro y en los alrededores de Ealing Studios, Londres. También se usaron áreas cercanas a Middlesex, tales como la escuela Bishopshalt en Hillingdon y el club nocturno Liquid en Uxbridge. Otros sitios incluyen locaciones en Teddington y Twickenham.

## Recepción
La película acumuló principalmente críticas favorables, recibiendo el 71% de comentarios positivos en Rotten Tomatoes, con comentarios que resaltan la actuación central de Georgia Groome, quien ha sido aplaudida por su "super-simpática" y "cautivadoramente natural" actuación.

### Taquilla
La película ha reunido $14,924,919, lo cual incluye 10.6 millones de dólares sólo del Reino Unido. La película estuvo en el Top 40 en la taquilla del Reino Unido, Irlanda y Malta en 2008.

## Banda sonora
1. She's So Lovely - Scouting for Girls
2. Girls and Boys In Love - The Rumble Strips
3. The Show - Lenka
4. Naive - The Kooks
5. She's Got You High - Mumm Ra
6. Who Needs Love - Razorlight
7. Your Song - Kate Walsh
8. Mad About the Boy - Ava Leigh
9. Young Folks - Peter Bjorn and John
10. Toothpaste Kisses - The Maccabees
11. Sugar Mouse - Oh Atoms
12. Ever Fallen in Love (With Someone You Shouldn't've) - Stiff Dylans
13. I Found Out - The Pigeon Detectives
14. In the Morning - The Coral
15. Pull Shapes - The Pipettes
16. Great DJ - The Ting Tings
17. Ultraviolet - Stiff Dylans

Algunas canciones que sonaron en la película no se incluyeron en la banda sonora:
1. Out of Time - Stiff Dylan
2. You're The Best Thing - The Style Council
3. Agadoo - Black Lace
4. True - Spandau Ballet
5. I'm Your Man - Shane Richie
6. Mr. Loverman - Shabba Ranks
7. Dance Wiv Me - Dizzee Rascal con Calvin Harris y Chrome
8. Teenage Kicks - Nouvelle Vague